# Уиллвечер, Томас
Томас Ханс Вильвахер (англ. Thomas Hans Willwacher; род. 12 апреля 1983 Фрайбург-им-Брайсгау, Германия) — германский математик и физик, работает в Швейцарской высшей технической школе Цюриха.

## Биография
Томас Вильвахер защитил кандидатскую дессертацию в Швейцарской высшей технической школе Цюриха под руководством Джованни Фелдера. Он состоял в  Гарвардском обществе стипендиатов. В июле 2016 года Уиллвечер был удостоен премии Европейского математического общества за его поразительные и важные исследования в разных математических областях — гомотопической алгебре, геометрии, топологии и математической физике, в частности за положительные результаты изучении теоремы Концевича с соотношением концепций графа Концевича и алгебры Ли Готендика-Тейхмюллера.
Самыми известными работами Уиллвечера являются доказательство гипотезы циклической формальности Максима Концевича и подтверждение того, что алгебра Ли Готендика-Тейхмюллера изоморфна нулевой когомологической степени комплексного графа.

## Награды
- Премия Европейского математического общества (2016)